# Suzanne Bertillon
Pour les articles homonymes, voir Bertillon.
Suzanne Bertillon (Paris (Seine), 23 juin 1891 – Montgeron (Essonne), 8 octobre 1980), journaliste, conférencière et résistante française.

## Biographie
Suzanne Bertillon est la petite-fille de Louis-Adolphe Bertillon, médecin et statisticien, une des deux filles du docteur Jacques Bertillon, également chef de service de la statistique municipale de la Ville de Paris, et de son épouse, également médecin, et la nièce du criminologue Alphonse Bertillon, dont elle se fit la biographe en 1941.
À partir de 1919, elle expose à Paris des tissus (vêtements et étoffes d'ameublement) qu'elle a peints et décorés,.
En 1924, elle figure avec sa sœur Jacqueline, avocate, sur une liste électorale menée par une femme de lettres, Mme Aurel, alors que les femmes n'ont pas encore le droit de vote.
En compagnie de jeunes gens et jeunes filles de l'école des beaux-arts, elle voyage en URSS au début des années 1930 et relate ensuite ses impressions dans des conférences, en France et en Suisse, et dans le quotidien de droite Le Matin, dans des articles publiés en 1932 et intitulés « Anticommunistes du monde entier, unissez-vous ! ». Elle est alors proche de l'Association des travailleurs français d'Henri Bourgoin, xénophobe et anticommuniste, opposée à la lutte des classes et au marxisme, et prend la parole dans plusieurs de ses réunions entre 1932 et 1934, y évoquant notamment son séjour en URSS. En 1932, elle s'en prend violemment à Léon Blum dans le périodique de cette association, au nom de la défense de la sécurité de la France contre les prétentions allemandes. L'éphémère association est renommée en 1934 Confédération générale des travailleurs français, dont elle est brièvement la secrétaire générale.
Elle voyage en Allemagne en janvier et février 1933, alors qu'Hitler accède au pouvoir le 30 janvier 1933, en rapporte des impressions et des réflexions alarmistes, publiées dans Le Matin. Elle donne aussi des conférences sur son voyage,,,,,,,.
Ses deux articles d'août 1933 publiés dans Le Matin sur la détresse des populations ukrainiennes, touchées par la famine, sont les premiers articles à alerter en France sur l'ampleur de la famine dans ce territoire soviétique,,,. Elle donne des conférences sur l'URSS pour les Jeunesses patriotes (JP) en province.
Elle est l'envoyée spéciale en Allemagne, à Berlin, d'un autre quotidien de droite, Le Jour, de Léon Bailby, en décembre 1935 et janvier 1936. Le Matin l'envoie en Espagne après la victoire électorale du Frente popular en février 1936. Son reportage, anticommuniste, est intitulé « L'Espagne sous le règne de la peur »,. Elle publie en 1937 ses reportages sur l'Allemagne nazie dans La Revue hebdomadaire.
En 1936, elle est condamnée à 15 jours de prison avec sursis pour provocation au meurtre, à la suite de propos violents tenus lors d'une conférence en Meurthe-et-Moselle contre des membres du gouvernement. L'année suivante, elle est condamnée en appel à une peine d'un mois de prison avec sursis pour avoir menacé de mort deux personnalités du Front populaire, le radical-socialiste Édouard Herriot et le socialiste Joseph Paul-Boncour, au cours d'une conférence politique du Parti national populaire (nouveau nom des JP) à Nice en 1936. Membre du Parti populaire français (PPF), elle assume ses paroles et accuse dans le périodique de ce parti les communistes et le gouvernement de Léon Blum d'être responsables de sa condamnation. Elle donne alors des conférences pour le PPF, et pour des cercles royalistes, en France et en Suisse,,.
En juin 1938, cette nationaliste appelle à la fermeté contre l'Allemagne au sujet de la question des Sudètes et de la Tchécoslovaquie.
Sous l'Occupation, elle dirige en 1941 le service de la censure des journaux étrangers au Ministère de l'information, grâce à l'appui de son oncle René Gillouin. C’est dans ce contexte qu’elle entre en relation avec des journalistes suisses et américains. Elle est notamment en relation avec Virginia Hall qui, sous couvert de son statut de correspondante du New York Post à Vichy, travaille pour les services secrets britanniques puis américains. Elle fonde et dirige un service de renseignement en 1943, le réseau de résistance Hi-Hi avec Louis Marin, un ami de son oncle Alphonse. Dans les Bouches-du-Rhône, elle s'adresse à ses cousins et à un ami pour assurer l’organisation ou le recrutement dans deux secteurs,
celui de Marseille et celui du delta du Rhône. Son réseau est aussi présent en Auvergne (Puy-de-Dôme, Allier et Haute-Loire) et dans le Var. Elle entre en contact avec Edmond Locard, qui lui fournit des renseignement entre mars et octobre 1943.
Elle reçoit après la guerre la médaille de la résistance, la croix de guerre et la croix de la Légion d'honneur ,. En mai 1947, elle reçoit comme d'autres résistants la médaille de la Liberté (Medal of Freedom) avec palme de bronze, décernée par les États-Unis, pour services exceptionnels rendus à l'Office of Strategic Services (OSS), d'avril 1943 à juillet 1944,,.
Elle collabore alors à L'Union nationale des femmes, périodique d'une association féministe de droite présidée par la duchesse Edmée de La Rochefoucauld,.
Elle continue à donner des conférences, par exemple en 1950 en faveur du Plan Marshall.

## Décorations
- Chevalier de la Légion d'honneur[Quand ?]
- Croix de guerre 1939-1945
- Médaille de la Résistance française avec rosette (décret du 24 avril 1946)
- Médaille de la Liberté (États-Unis) (1947)

## Publications
- Vie d'Alphonse Bertillon, Gallimard, 1941, 224 p. (Lire le début en ligne)
- La tentation chimérique, Paris, Éditions du Conquistador, 1953, 381 p. (roman)